# ナディーン・ラバキー
ナディーン・ラバキー（アラビア語: نادين لبكي ラテン文字化: Nadine Labaki 1974年2月18日 -）は、レバノンの映画監督、俳優。監督兼主演の映画『キャラメル』の成功により、アラビアン・ビジネス誌の「世界で最もパワフルなアラブ人100人」で、女性のトップ5に選出されている。

## 来歴
1974年2月18日、レバノンのバーブダットで生まれる。
1993年に大学入学の資格を取得し、1997年、ベイルートのサン・ジョセフ大学（メディア学）を卒業。
大学在学中に製作した短編映画『パステール通り11番地』が、1998年、パリのアラブ世界研究所アラブ映画ビエンナーレで1位。
2002年から2003年、ミュージックビデオやコマーシャルフィルムで数々の受賞をする。
2004年、カンヌ国際映画祭のレジデンス制度により、初の長編映画『キャラメル』の脚本をジハード・ホジェイリーとロドニー・アル＝ハッダードと共に執筆した。
2005年、レバノン映画『ボスタ! 踊る幸福の赤いバス』にて俳優としてデビューし、主演を務める。
2007年、映画『キャラメル』にて、監督・主演を務め、世界的に高い評価を得た。

## 主なフィルモグラフィ
| 年   | 日本語題 原題                     | クレジット             | 備考                                       |
| ---- | --------------------------------- | ---------------------- | ------------------------------------------ |
| 2007 | キャラメル سكر بنات               | 監督・脚本・出演       |                                            |
| 2011 | 私たちはどこに行くの? وهلأ لوين؟  | 監督・脚本・製作・出演 |                                            |
| 2014 | リオ、アイラブユー Rio, Eu Te Amo | 監督・脚本・出演       | オムニバス映画 セグメント「O Milagre」のみ |
| 2018 | 存在のない子供たち کفرناحوم       | 監督・脚本・出演       |                                            |

### 出演のみ
- ボスタ! 踊る幸福の赤いバス Bosta (2005)
- 友よ、さらばと言おう Mea culpa (2014)
- チャップリンからの贈りもの La Rançon de la gloire (2014) ヌール役
- 歌声にのった少年 Ya tayr el tayer (2015)

## 受賞とノミネート
| 映画祭・賞                       | 年   | 部門                       | 作品名                | 結果       | 参照        |
| -------------------------------- | ---- | -------------------------- | --------------------- | ---------- | ----------- |
| アカデミー賞                     | 2018 | 外国語映画賞               | 存在のない子供たち    | ノミネート | [ 3 ]       |
| カンヌ国際映画祭                 | 2011 | ある視点賞                 | 私たちはどこに行くの? | ノミネート |             |
| カンヌ国際映画祭                 | 2011 | エキュメニカル審査員特別賞 | 私たちはどこに行くの? | 受賞       | [ 4 ] [ 5 ] |
| カンヌ国際映画祭                 | 2011 | フランソワ・シャレ賞       | 私たちはどこに行くの? | 受賞       |             |
| カンヌ国際映画祭                 | 2018 | パルム・ドール             | 存在のない子供たち    | ノミネート | [ 6 ]       |
| カンヌ国際映画祭                 | 2018 | 審査員賞                   | 存在のない子供たち    | 受賞       | [ 6 ]       |
| カンヌ国際映画祭                 | 2018 | エキュメニカル審査員賞     | 存在のない子供たち    | 受賞       | [ 7 ]       |
| トロント国際映画祭               | 2011 | 観客賞                     | 私たちはどこに行くの? | 受賞       | [ 8 ]       |
| 英国アカデミー賞                 | 2018 | 非英語作品賞               | 存在のない子供たち    | ノミネート |             |
| ゴールデングローブ賞             | 2018 | 外国語映画賞               | 存在のない子供たち    | ノミネート |             |
| クリティクス・チョイス・アワード | 2018 | 外国語映画賞               | 存在のない子供たち    | ノミネート |             |